# Caecilia bokermanni
Caecilia bokermanni es una especie de anfibios de la familia Caeciliidae.
Se encuentra en Colombia, Ecuador y, posiblemente, en Perú.
Sus hábitats naturales incluyen bosques tropicales o subtropicales húmedos y a baja altitud.